# GP Возничего
GP Возничего (лат. GP Aurigae) — одиночная переменная звезда в созвездии Возничего на расстоянии (вычисленном из значения параллакса) приблизительно 20398 световых лет (около 6254 парсеков) от Солнца. Видимая звёздная величина звезды — от +14m до +13,15m.

## Характеристики
GP Возничего — жёлтая пульсирующая переменная звезда типа BL Геркулеса (CWB) спектрального класса G. Эффективная температура — около 5440 К.